# 地震防災派遣
地震防災派遣（じしんぼうさいはけん）は、自衛隊法に基づいて行われる、大規模な地震が発生する恐れがある場合に行う自衛隊の行動。防災活動支援のため、部隊等が派遣される。発令実績はない。行動命令の略号は「行震命」。

## 概要
気象庁長官から大規模な地震に関する予知情報が内閣総理大臣に報じられた場合、内閣総理大臣は警戒宣言を発令し、地震災害警戒本部を設置するとされている（大規模地震対策特別措置法）。地震災害警戒本部本部長は内閣総理大臣をもって充てられ、防災活動支援のため、防衛大臣に対し自衛隊部隊の派遣（地震防災派遣）を要請することができる（自衛隊法第八十三条の二）。この条文は、大規模地震対策特別措置法（昭和53年6月15日法律第73号）制定により、その附則九条による改正によって加えられた。一般的な災害派遣は、都道府県知事等が自衛隊の部隊長に要請するのに対し、地震防災派遣は内閣総理大臣が要請する等、制度が異なっている。
このため、自衛隊は、東海地震及び南海トラフ地震に対する防災派遣計画を作成するとされている。地震防災派遣実施部隊の長には陸上自衛隊・陸上総隊司令官、海上自衛隊・当該地域の地方総監または自衛艦隊司令官、航空自衛隊・航空総隊司令官が予定され、全体の指揮は陸上総隊司令官が執る。
静岡県の地域防災計画（地震対策編）によれば、地震防災派遣時の自衛隊の行動としては、司令部等の開設、災害派遣部隊及び救難機の展開準備のほか、航空機を用いた情報収集及び緊急輸送、浜松基地の練習機の域外避難等を行うとしている。
派遣された自衛官の権限は、一般的な災害派遣時と同じく、自衛隊法第九十四条（災害派遣時等の権限）に則り、警察官がその場にいない場合に限り、警察官職務執行法の準用を受ける。